# Les Dessous de Beverly Hills, 90210
Pour plus de détails, voir Fiche technique et Distribution.
Les Dessous de Beverly Hills, 90210 (The Unauthorized Beverly Hills, 90210 Story) est un téléfilm américain réalisé par Jeffrey Roda, diffusé le 3 octobre 2015 sur Lifetime.

## Fiche technique
Sauf indication contraire, les informations mentionnées dans cette section peuvent être confirmées par la base de données cinématographiques IMDb,  présente dans la section « Liens externes ».
- Titre original : The Unauthorized Beverly Hills, 90210 Story
- Réalisation : Jeffrey Roda
- Scénario : Vanessa Pride
- Musique : Rich Walters
- Directeur de la photographie : Michael Balfry
- Montage : Allan Lee
- Décors : Alper Dama
- Costumes : Barbara Gregusova
- Production :
  - Production déléguée : Peter M. Green et Ian Hay
- Pays de production :  États-Unis
- Langue originale : anglais
- Format : couleur
- Genre : biographie
- Durée : 86 minutes
- Dates de diffusion :
  - États-Unis : 3 octobre 2015 sur Lifetime
  - France : 14 avril 2017 sur TF1

## Distribution
- Dan Castellaneta : Aaron Spelling
- Samantha Munro : Shannen Doherty
- Abby Ross : Tori Spelling
- Max Lloyd-Jones : Jason Priestley
- Abbie Cobb : Jennie Garth
- Jesy McKinney : Luke Perry
- Michele Goyns : Gabrielle Carteris
- Ross Linton : Brian Austin Green
- David Lennon : Ian Ziering
- Adam Korson : Darren Star
- Kurt Max Runte : Barry Diller
- Alyssa Lynch : Tiffani Thiessen
- April Telek : la directrice de casting
- Bruce Harwood : S&P Man